# Tapalqué (partido)
Pour les articles homonymes, voir Tapalqué.
Tapalqué est un partido de la province de Buenos Aires fondé en 1865 dont la capitale est Tapalqué.